# 波菲里奥·鲁维罗萨
波菲里奥·鲁维罗萨·阿里萨（西班牙語：Porfirio Rubirosa Ariza，1909年1月22日—1965年7月5日），多米尼加外交官、赛车手、军人，拉斐尔·特鲁希略的支持者。1931年，鲁维罗萨在一处俱乐部与特鲁希略相识，后者让他次日早上再次前往这个地方，之后将其擢升为总统卫队中尉。鲁维罗萨曾于1955年计划参加一场一级方程式赛车比赛——波尔多大奖赛，并准备驾驶法拉利500（1952与1953年世界冠军阿尔贝托·阿斯卡里的同款车型）上阵，但他在竞赛之前患病，未能参加比赛。鲁维罗萨曾经和超过15名女性有恋情，最早的妻子是特鲁希略的女儿，此后曾有4任妻子，包括丹妮爾·黛麗尤。在其配偶中，有两位列于世界上最富有的女性之中。据称他擁有巨大的阴茎，因此巴黎的餐厅把一种大号的研磨器命名为「鲁维罗萨斯（Rubirosas）」。